# Montell
Montell Polyolefins è stata un'azienda italo-inglese, operava nel settore chimico. 
Era nata dalla fusione di Himont-Montedison e Shell.

## Storia
La società nasce nel 1995, nel momento in cui Shell diventa azionista di Himont Inc., la quale assume il nome di Montell, creando un gigante da 4.600 miliardi di lire di fatturato e una quota del mercato europeo pari al 23% e del 19% di quello internazionale, quattro volte maggiore di quella del suo principale concorrente, Amoco, diventando il più grande produttore mondiale di polipropilene.
Nel 1997 Montedison vende le proprie quote a Shell.
Nel 2000 Montell, Elenac e Targor vengono fuse insieme per creare Basell, joint venture tra Shell e Basf.